# Jazzkeller Frankfurt

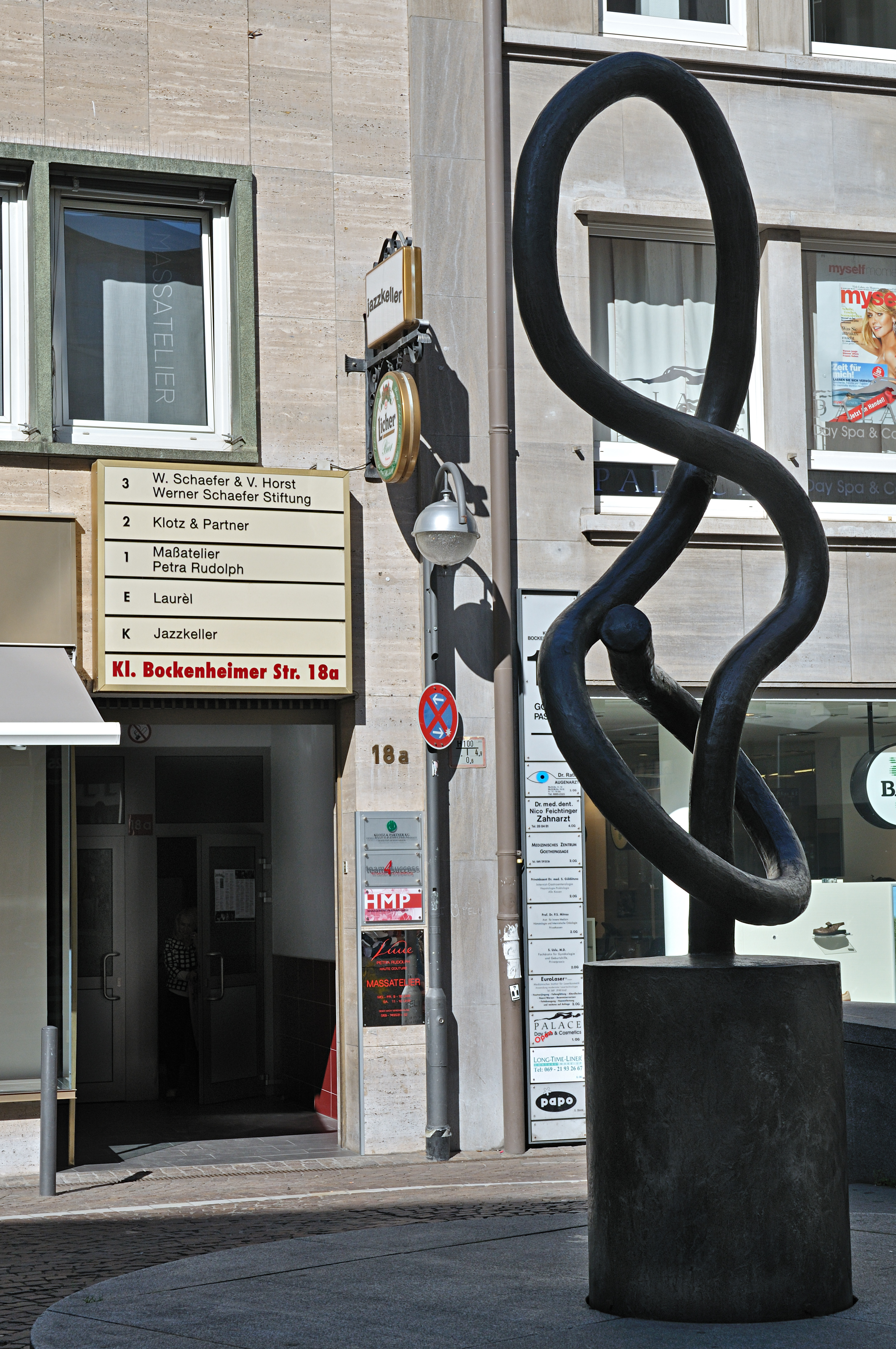
Der unscheinbare Eingang des Frankfurter Jazzkellers. Durch die rechte Tür geht es über eine Treppe zum Jazzkeller.

Der Jazzkeller ist ein als Jazzclub gegründeter Veranstaltungsort für Jazzmusik in Frankfurt am Main.
Als domicile du jazz wurde er 1952 von dem Trompeter Carlo Bohländer in Frankfurt im Keller der Kleinen Bockenheimer Straße Nr. 18a gegründet und heißt unter „Eingeweihten“ nur „der Keller“. Eine schmale Treppe mit 19 Steinstufen führt hinab.

## Geschichte

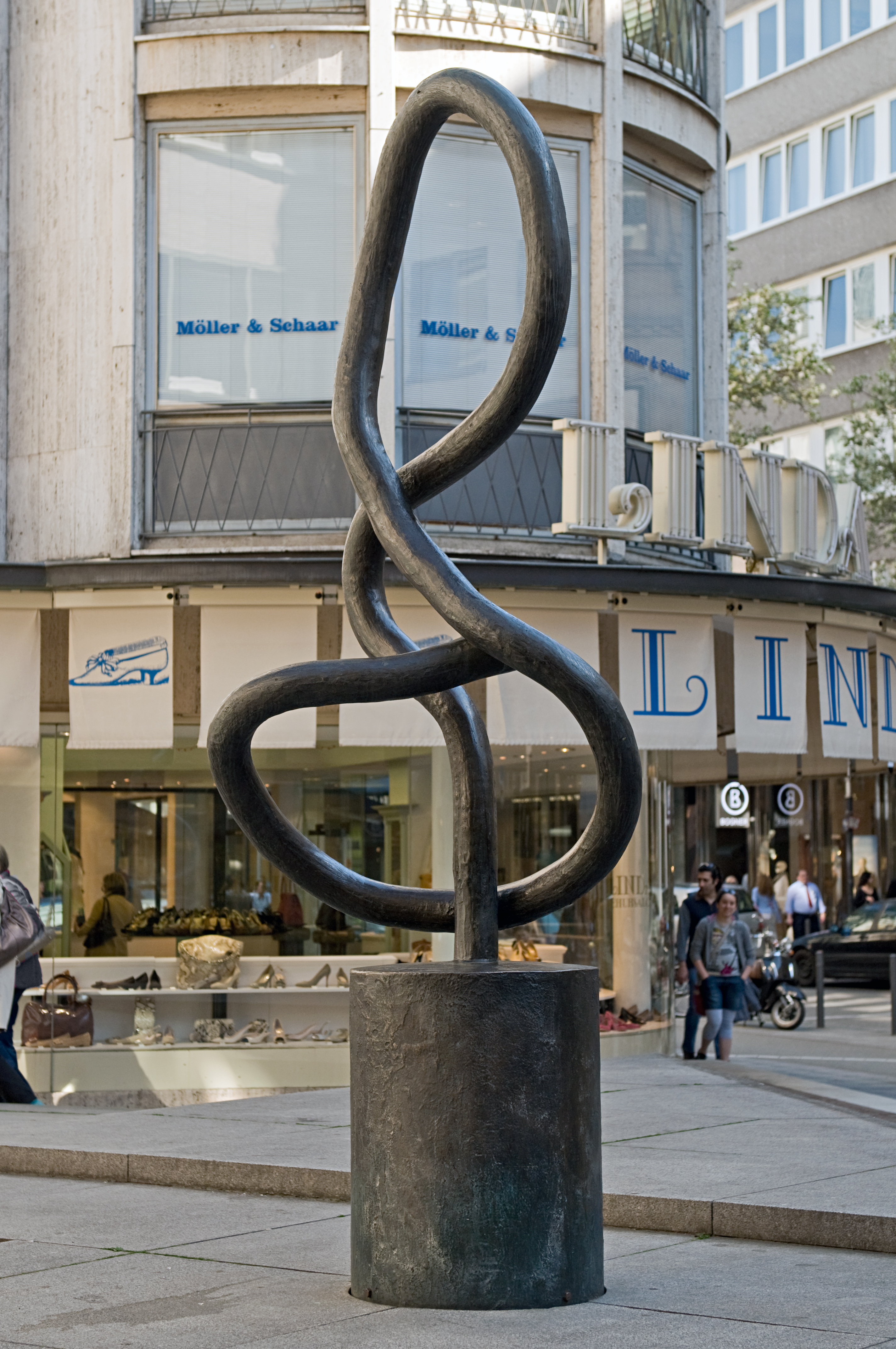
Skulptur Schwarzer Violinschlüssel aus dem Jahr 1982 von Taro Miyabe vor dem Jazzkeller auf dem Horst-Lippmann-Platz

In der Presseerklärung zur Eröffnung des Jazzkellers hieß es: „Vor einem fachkundigen Publikum sollen moderne Musiker die Gelegenheit erhalten, konzessionslosen Jazz zu spielen. In dem Club, der als ‚geschlossene Gesellschaft‘ gedacht ist, werden sich die Musiker wie in einem ‚künstlerischen Reservoir‘ zu freien und unentgeltlichen Spiel zusammenfinden.“ Dort traten zwar an zwei Wochentagen die Two Beat Stompers auf, das Wichtige waren aber die täglichen Jamsessions der Musiker, die dort stattfanden, wenn sie von ihren Auftritten in den amerikanischen Soldatenclubs zurückkamen: „Wir sind praktisch jeden Abend dorthin gegangen, um zu spielen“, erinnerte sich Albert Mangelsdorff. „Dadurch konnte man sich entwickeln, was wahrscheinlich ohne den Keller nie möglich gewesen wäre“.
Insbesondere in den 1950er und 1960er Jahren war der Keller wichtig für den Kontakt zwischen deutschen und US-amerikanischen Jazzmusikern. Daher stand fast jeder große Name des Jazz auf dieser Bühne: Don Ellis, Bill Ramsey, Cedar Walton, Eddie Harris, Gary Peacock oder Joe Henderson spielten hier regelmäßig, solange sie im Rhein-Main-Gebiet stationiert waren. Das Modern Jazz Quartet, Sonny Rollins, Stan Getz, Dizzy Gillespie oder Musiker der Ellington-Band spielten hier nach ihren Gastspielen mit den Frankfurter Kollegen.
Der Bauingenieur Willy Geipel (1930–2011) übernahm den Jazzkeller 1956 von Carlo Bohländer und führte ihn über sein 25-jähriges Jubiläum 1977 hinaus.
1963 wechselte der Keller seinen Namen und hieß fortan Jazzkeller. Anstelle der Jamsessions spielten dort nun regelmäßig Gruppen gegen ein bescheidenes Honorar. Doch der innovative Anspruch blieb: Volker Kriegel entwickelte hier in den späten 1960er Jahren mit anderen Musikern seine Form des Rockjazz. Albert Mangelsdorff erprobte hier vor Publikum die Möglichkeit, auf der Posaune solo einen Abend zu gestalten. Im Januar 1978 stand der Jazzkeller zum Verkauf.
Im April 1986 initiierte die damalige Wirtin Christiane Spieler, in Zusammenarbeit mit  Katharina Goth und Annemarie Roelofs, im Jazzkeller das  1. Internationale Frauen Jazz Festival Canaille, bei dem Musikerinnen der früheren Feminist Improvising Group den Kern bildeten.

## Derzeitiges Konzept

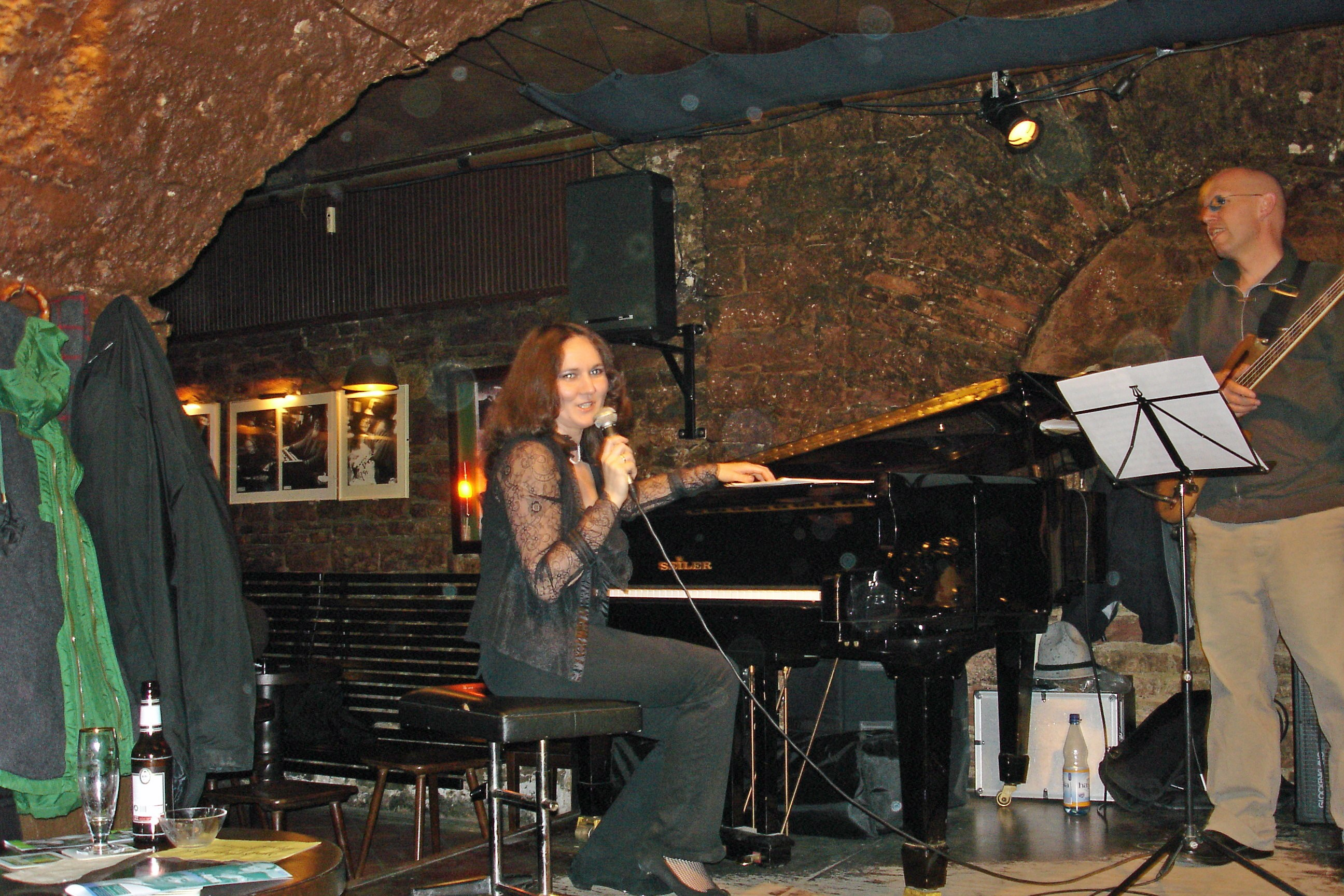
Das Natalia Karmanzin Trio 2007 im Jazzkeller

Wenig später, 1986, übernahmen Regine Dobberschütz und ihr damaliger Lebensgefährte Eugen Hahn, zuvor Bassist bei der Modern Soul Band, die Leitung des Kellers. Als Antwort auf die veränderte Nachfrage des Publikums wurden Disko-Abende eingeführt, wo Soul- und Acid Jazz aufgelegt wurde. Neben dem regulären Konzertbetrieb werden Sonderkonzerte mit großen Stars durchgeführt – beispielsweise waren Chet Baker, Dizzy Gillespie, Archie Shepp oder Sheila Jordan zu hören. Einmal monatlich findet die von Peter Klohmann kuratierte Reihe Junge Szene Frankfurt statt, in der sich zunächst eine Band junger Musiker vorstellt und dann eine Jamsession stattfindet.